# The Odyssey (filme de 2026)
The Odyssey é um futuro filme épico de ação e fantasia escrito, produzido e dirigido por Christopher Nolan como uma adaptação do poema épico homônimo de Homero, produzido pela produtora de Nolan, Syncopy, e distribuído pela Universal Pictures. O filme é estrelado por Matt Damon como Odisseu, o antigo rei grego de Ítaca, e acompanha sua jornada de volta para casa após a Guerra de Troia para se reunir com sua esposa, Penélope. O elenco também conta com Tom Holland, Anne Hathaway, Zendaya, Lupita Nyong'o, Robert Pattinson e Charlize Theron.
Em outubro de 2024, foi revelado que Nolan estaria desenvolvendo seu próximo filme na Universal, depois de ter feito o mesmo com seu filme anterior, Oppenheimer (2023). A seleção do elenco ocorreu nos meses seguintes e, em dezembro, foi anunciado que seria uma adaptação da Odisseia de Homero. As filmagens começaram no final de fevereiro de 2025, ocorrendo em Marrocos, Itália, Grécia, Reino Unido, Escócia e Irlanda. Com um orçamento de produção estimado em US$250 milhões, está prestes a ser o filme mais caro da carreira de Nolan.
O lançamento de Odisseia nos cinemas dos Estados Unidos está previsto para 17 de julho de 2026.

## Premissa
A Odisseia acompanha Odisseu, o lendário rei grego de Ítaca, em sua perigosa jornada para retornar para casa após a Guerra de Troia, seus encontros com o ciclope Polifemo, as sereias e a deusa bruxa Circe, e seu reencontro com sua esposa, Penélope. 

## Elenco
- Matt Damon como Odisseu
- Tom Holland
- Anne Hathaway
- Zendaya
- Lupita Nyong'o
- Robert Pattinson
- Charlize Theron
- Jon Bernthal
- Benny Safdie
- John Leguizamo
- Elliot Page
- Himesh Patel
- Bill Irwin
- Samantha Morton
- Jesse Garcia
- Will Yun Lee
- Rafi Gavron
- Shiloh Fernandez
- Mia Goth
- Corey Hawkins
- Nick E. Tarabay
- Jimmy Gonzales
- Maurice Compte
- Michael Vlamis
- Iddo Goldberg
- Josh Stewart
- Cosmo Jarvis
- Ryan Hurst

## Produção

### Desenvolvimento e elenco
Em outubro de 2024, foi revelado que o diretor Christopher Nolan estaria desenvolvendo seu próximo filme na Universal Pictures, após trabalhar com o estúdio em Oppenheimer (2023). Nolan estava mais uma vez escrevendo o roteiro e produzindo o filme com sua esposa Emma Thomas por meio de sua produtora Syncopy. Matt Damon estava em negociações para estrelar o filme, após colaborar com Nolan em Oppenheimer e Interestelar (2014), e as filmagens estavam programadas para começar no início de 2025. Ao contrário de Oppenheimer, que a Universal adquiriu em um leilão, este filme foi montado diretamente no estúdio. O Hollywood Reporter desmascarou a especulação de que o filme adaptaria a série de televisão de espionagem britânica The Prisoner (1967-68), que Nolan considerou anteriormente em 2009.   Damon foi confirmado para estrelar mais tarde naquele mês, quando Tom Holland foi escalado. Os colaboradores anteriores de Nolan, Anne Hathaway —que estrelou Batman: O Cavaleiro das Trevas Ressurge (2012) e Interestelar —e Robert Pattinson, que estrelou Tenet (2020), juntaram-se ao elenco em papéis não revelados em novembro, ao lado de Zendaya, Lupita Nyong'o e Charlize Theron. 